# فرد كروفورد
فرد كروفورد (بالإنجليزية: Fred Crawford)‏ هو لاعب كرة قدم أمريكية أمريكي، ولد في 27 يوليو 1910 في وينزفيل في الولايات المتحدة، وتوفي في 5 مارس 1974 في تالاهاسي في الولايات المتحدة.

## وصلات خارجية
- فرد كروفورد على موقع قاعة كارولاينا الشمالية للمشاهير الرياضية (الإنجليزية)